# М42 Duperite

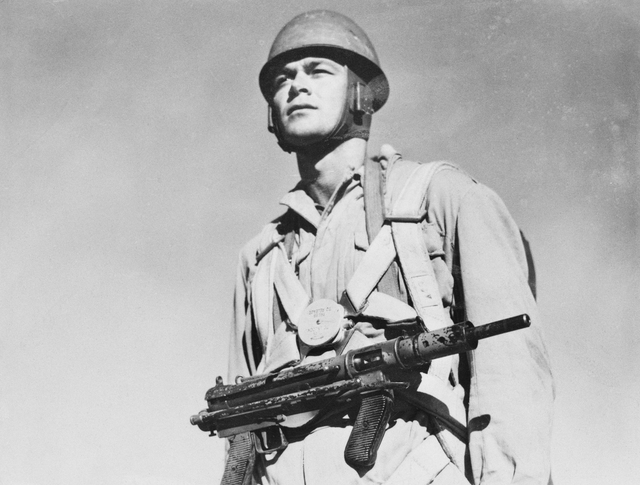
Австралийский десантник в шлеме М42 Duperite

M42 Duperite — прыжковый шлем, выдававшийся австралийским десантникам во время Второй мировой войны. Применялись только при тренировках, боевым частям эти шлемы не выдавались.

## Описание
Шлемы производились из ударопоглощающего материала Duperite fiber. Эти шлемы были похожи на первые шлемы британских военных курьеров-мотоциклистов. Шлем комплектовался коричневой кожаной налобной лентой и зелёной кожаной вентилируемой защитой для ушей, клапаном на шее и подбородочным ремнём с пряжкой. Оболочка окрашивалась в оливково-зелёный цвет, на ободе имелись латунные отверстия с продетым шнуром для крепления камуфляжной сетки.